# Bolothrips schaferi
Bolothrips schaferi är en insektsart som först beskrevs av Thomasson och George Edward Post 1966.  Bolothrips schaferi ingår i släktet Bolothrips och familjen rörtripsar. Inga underarter finns listade i Catalogue of Life.